# Barbe de Nettine

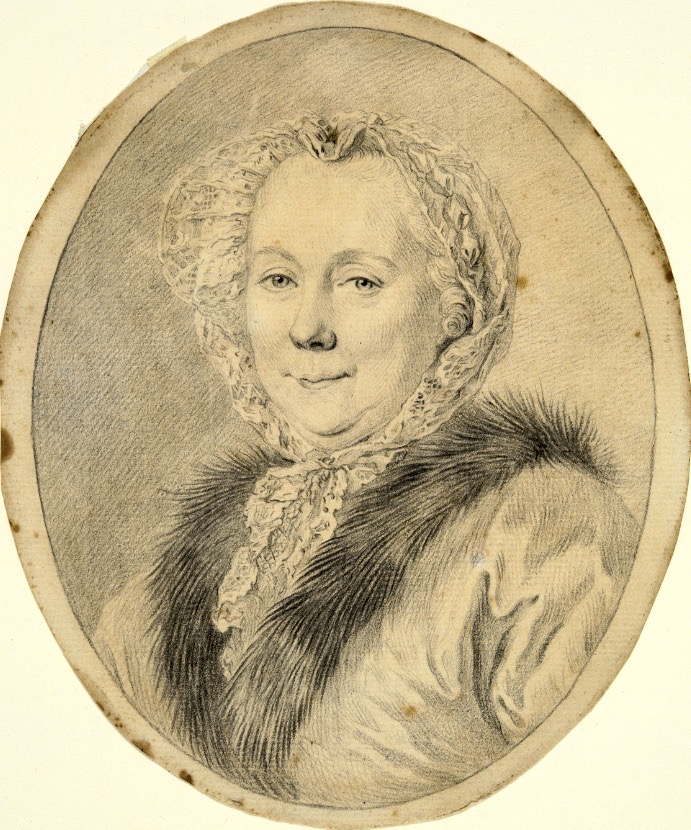
Barbe de Nettine

Barbe Louise de Nettine ou Barbe Stoupy (1706-1775), foi um banqueira dos Países Baixos Austríacos. Ela foi casada com o banqueiro Matthias Nettine e, em 1749, após a morte dele herdou seu banco.
Politicamente influente, ela forneceu ao governo dos Países Baixos Austríacos fundos e metal para a fabricação de moedas, controlando substancialmente as receitas e as despesas do Governador-Geral e de Carl von Cobenzl, que foi Ministro Plenipotenciário em 1753-1770.
Durante a Guerra dos Sete Anos, levantou empréstimos governamentais nos Países Baixos para financiar a guerra e lavou dinheiro para a imperatriz para evitar a qualquer reprimenda da Assembleia dos Países Baixos. Ela foi a responsável por impedir os planos governamentais de um banco nacional em Bruxelas.